# Kristoffer Eriksen
Kristoffer Eriksen (født 7. august 1986 i Søborg) er en dansk journalist, redaktør og tv-vært. Han er i dag (2021) ansat som chefredaktør på Frihedsbrevet og har tidligere været tv-vært på DR's tv-program Detektor og chefredaktør på Ekstra Bladet.
Han er uddannet journalist fra Danmarks journalisthøjskole (2007-2011). Under studiet var han sammen med Nicolai Achton med til at skabe reality-personen Ciano.

## Ansættelser
Kristoffer Eriksen har tidligere andet arbejdet som journalist og skriver på Koncern TV og som tilrettelægger for Douglas Entertainment.
Kristoffer Eriksen er tillige kendt som satiriker og tv-vært for forskellige reportager:
- Den dag DF så lyset, 2011, FunnyHaHa Tv
- Søndag Live, 2013-2014, DR2
- Absurdistan og Hyklerriget, medvært: Jesper Juhl, 2013-2014, DR3
- Superrig i Slummen, 2016, DR3
- Rig på religion, 2018, DR3
- Middag med magten, 2025, DR2

13. november 2017 blev det offentliggjort, at han fra 1. januar 2018 skulle være vært på tv-programmet Detektor sammen med journalist Camilla Stampe.
Siden 1. december 2018 har han været nyhedschef for Radio24syv.
Siden 1. januar 2020 har han været chefredaktør for "Dagsorden", som er Ekstra Bladets gravergruppe.
Den 19. maj 2021 stoppede Eriksen som chefredaktør på Ekstra Bladet.
Han ville fortsætte som chefredaktør på mediet Frihedsbrevet.
Kristoffer Eriksen har fra februar 2024 været redaktør, vært og indholdsudvikler for Podimo . Hos Podimo har Kristoffer Eriksen lavet satirepodcasten Verdens klogeste land på Podimo sammen med komiker Jesper Juhl, hvor de taler om de vigtigste begivenheder i dansk politik og samfund. 